# 共同統治領ニューヘブリディーズ

共同統治領ニューヘブリディーズ
New Hebrides Condominium (英語)
Condominium des Nouvelles-Hébrides (フランス語)

ニューへブリディーズの位置

共同統治領ニューヘブリディーズ（きょうどうとうちりょうニューヘブリディーズ、英語: New Hebrides Condominium、フランス語: Condominium des Nouvelles-Hébrides）とはニューヘブリディーズ諸島を領域としていた共同統治領である。英仏合同海軍委員会領であった地域を英仏共同統治とする形で設置された。

## 概要

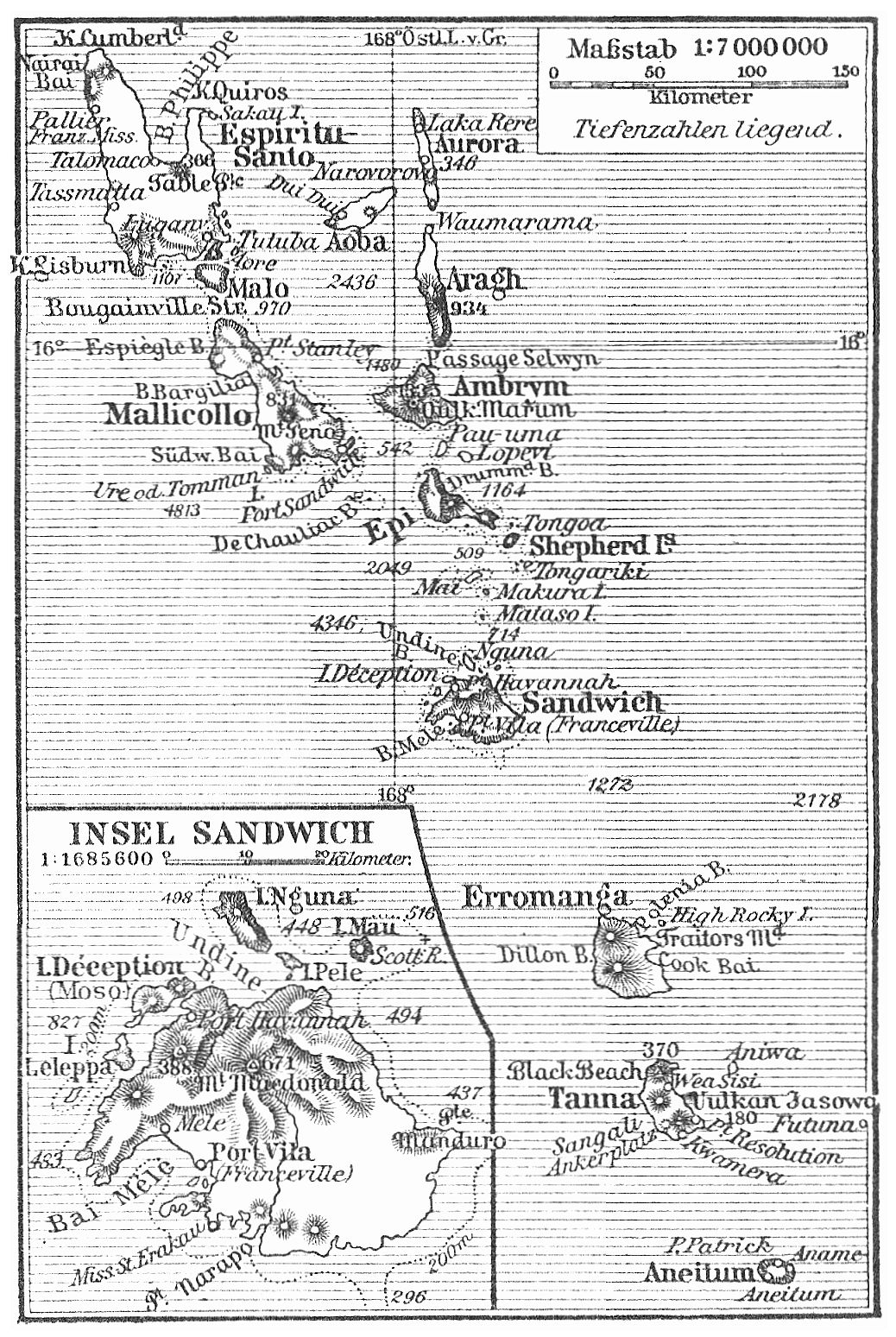
ニューヘブリディーズ諸島の地図（1905年）。左下はサンドイッチ島（エファテ島）の拡大図。

共同統治領である為、イギリス及びフランスのそれぞれから任命された担当者がいた。共同統治政府も両国政府からの出向者で構成されており、郵便サービス、公共ラジオ局、公共事業、インフラ、国勢調査などの権限はすべて両国が共に行使していた。
法制度としては英国法とフランス法の双方が適用され、裁判所もそれぞれ存在した。さらに先住民の法に関する裁判のための裁判所も設置されており、英仏合同裁判所も存在した。
1980年、ニューヘブリディーズはバヌアツとして独立した。